# Merikare-Pyramide
Die Merikare-Pyramide ist eine bislang unentdeckte altägyptische Pyramide und das vermutliche Grabmal des Königs Merikare, der gegen Ende der 9./10. Dynastie regierte. Bekannt ist sie bislang nur aus insgesamt neun Inschriften, von denen acht aus Sakkara-Nord stammen, die neunte ist unbekannter Herkunft. Alle Inschriften stammen aus Priestergräbern und mindestens vier dieser Priester hatten ebenfalls Ämter im Tempel der Teti-Pyramide inne. Dieser Umstand führte schon recht früh zu der Vermutung, dass sich die Merikare-Pyramide in der Nähe des Grabmals von Teti befunden haben müsse. So nahm bereits 1926 Cecil M. Firth an, Merikare hätte eine kleine Pyramide an der Südost-Ecke der Teti-Pyramide errichtet. Es stellte sich aber später heraus, dass es sich hierbei nur um die Kultpyramide der Letzteren handelt. Jaromír Málek schlug 1994 ein anderes Bauwerk als Merikares mögliche Grabstätte vor, nämlich die Lepsius-XXIX-Pyramide, auch als „kopflose Pyramide“ bekannt, die sich nordöstlich der Teti-Pyramide befindet. Dieses Bauwerk wird mittlerweile in der Forschung aber mehrheitlich Menkauhor, einem Herrscher der 5. Dynastie zugeordnet, wofür vor allem bauliche Merkmale sprechen, aber auch die Tatsache, dass Menkauhors Totenpriester zu einem großen Teil im nördlichen Sakkara bestattet wurden. Malek hält dem jedoch entgegen, dass in der unmittelbaren Umgebung der Lepsius-XXIX-Pyramide keine Gräber der 5. Dynastie errichtet wurden und vermutet Menkauhors Grab daher an anderer Stelle in Sakkara.